# イヴリン・シャルマ
イヴリン・シャルマ（Evelyn Sharma、1986年7月12日 - ）は、ドイツ出身のモデル、女優。主にインドのボリウッドで活動している。

## 生い立ち
ドイツ人とインド人のハーフであり、父はパンジャーブ人、母はドイツ人である。イヴリンはドイツ国籍を有している。

## キャリア
2006年にハリウッドの『Turn Left』に出演して女優デビューする。2012年に『From Sydney with Love』でボリウッドデビューする。2013年に『若さは向こう見ず』に出演し、続けて出演した『茶番野郎』『Issaq』で批評家から高い評価を得た 。2014年に『Yaariyan』に出演し、同年8月にはミュージック・シングル「Something Beautiful」がリリースされた。2015年に『Kuch Kuch Locha Hai』に出演してサニー・レオーネ、ラーム・カプールと共演し、同年5月には『Ishqedarriyaan』でマハークシャイ・チャクラボルティーと共演している。

## フィルモグラフィー
- Turn Left（2006年）

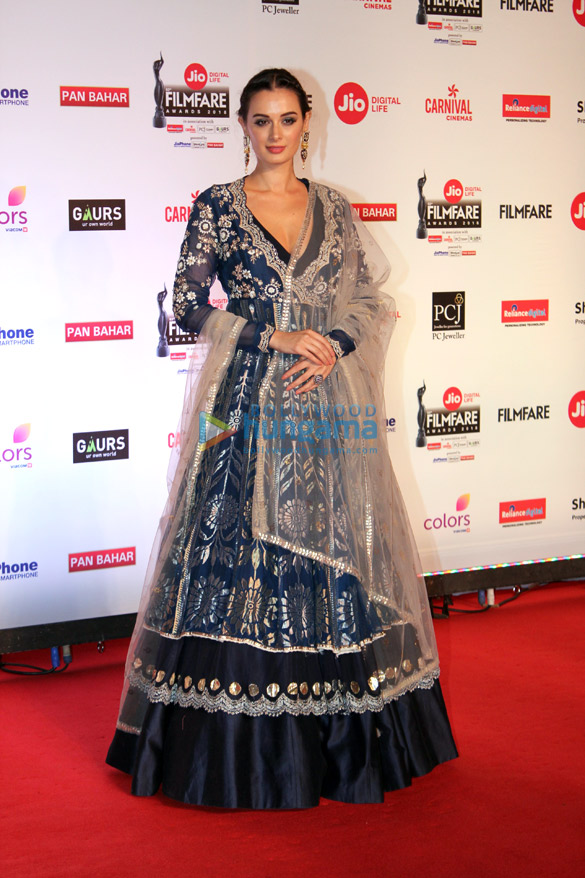
第63回フィルムフェア賞授賞式に出席するイヴリン・シャルマ

- From Sydney with Love（2012年）
- Issaq（2013年）
- 茶番野郎（2013年）
- 若さは向こう見ず（2013年）
- Yaariyan（2014年）
- ヒーローはつらいよ（英語版）（2014年）
- Kuch Kuch Locha Hai（2015年）
- Gaddar: The Traitor（2015年）
- Anni Pa De（2017年）
- ヒンディー・ミディアム（2017年）
- Jab Harry Met Sejal（2017年）
- Party Non Stop（2017年）
- Jack and Dil（2018年）
- Bhaiaji Superhit（2018年）
- Kissebaaz（2019年）
- サーホー（2019年）